# バカルディ (企業)

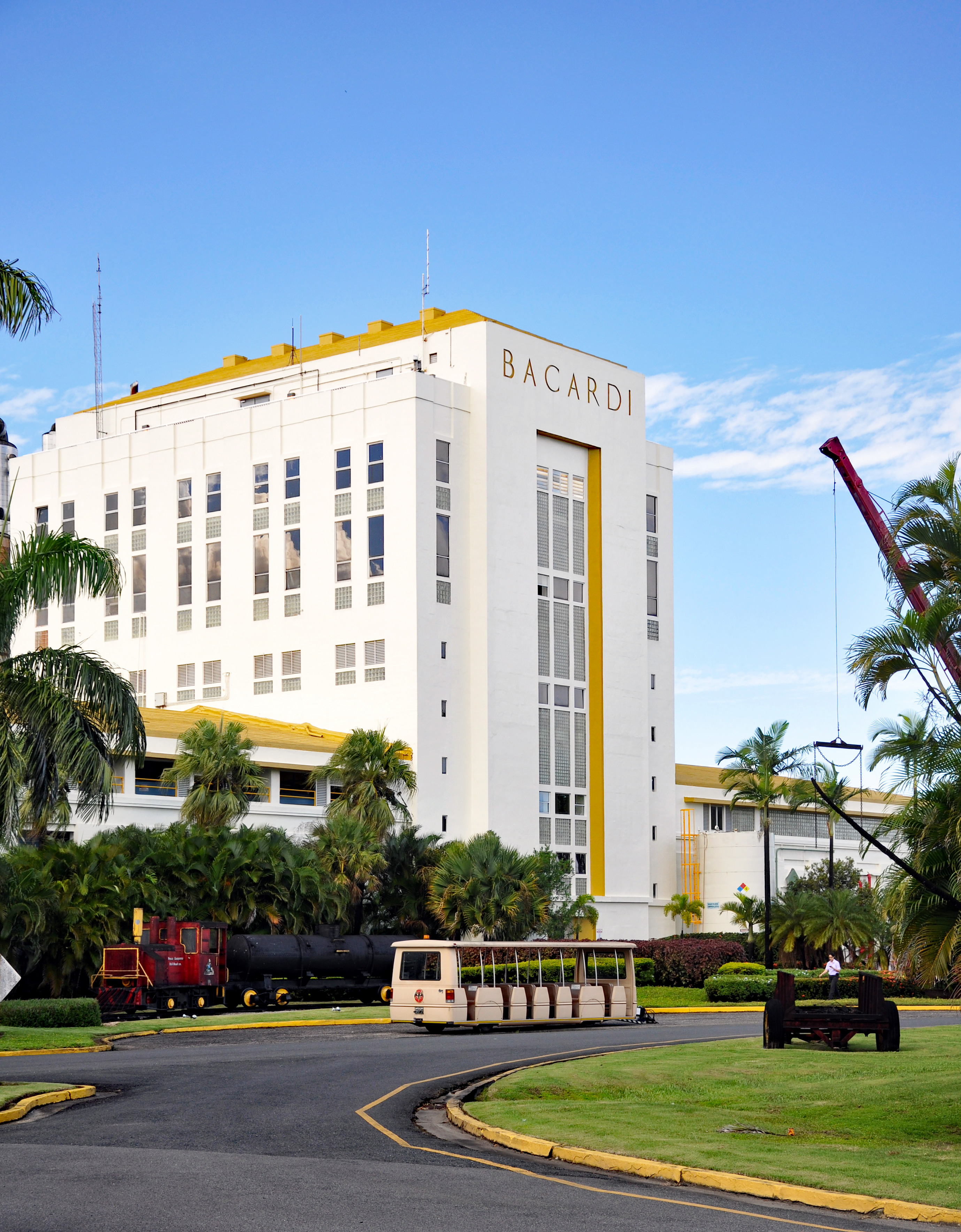
「ラムの大聖堂」（バカルディ社ビル）、プエルトリコ

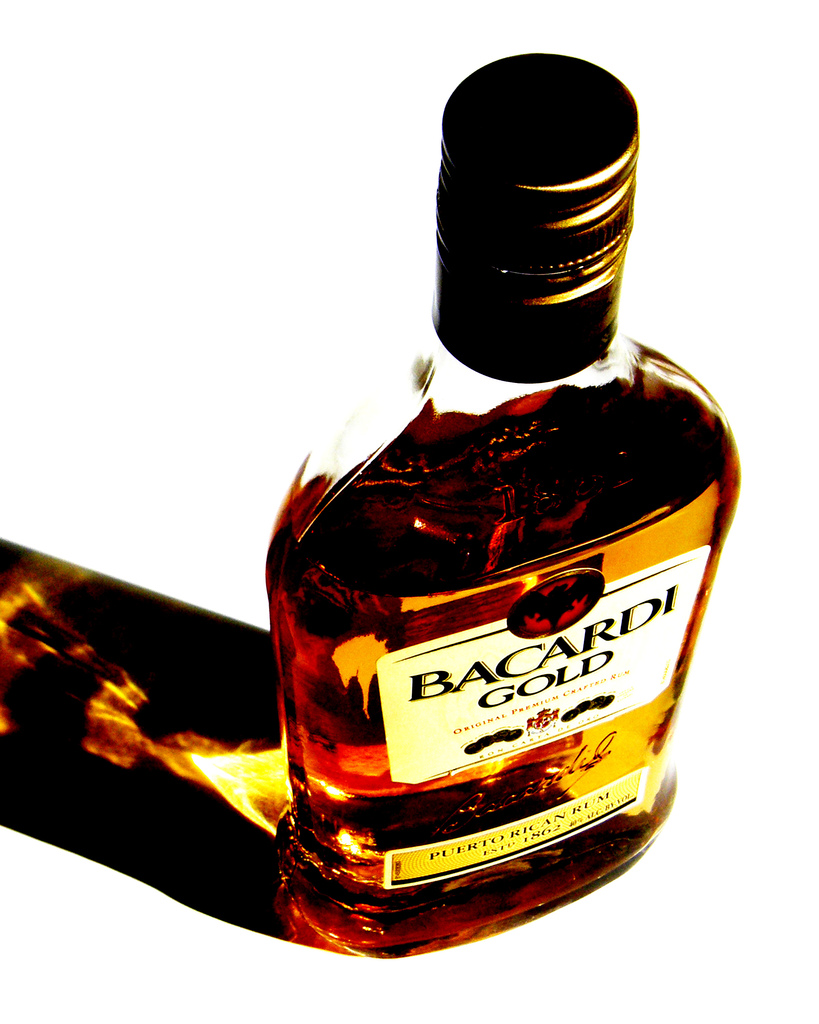
バカルディ・ラム

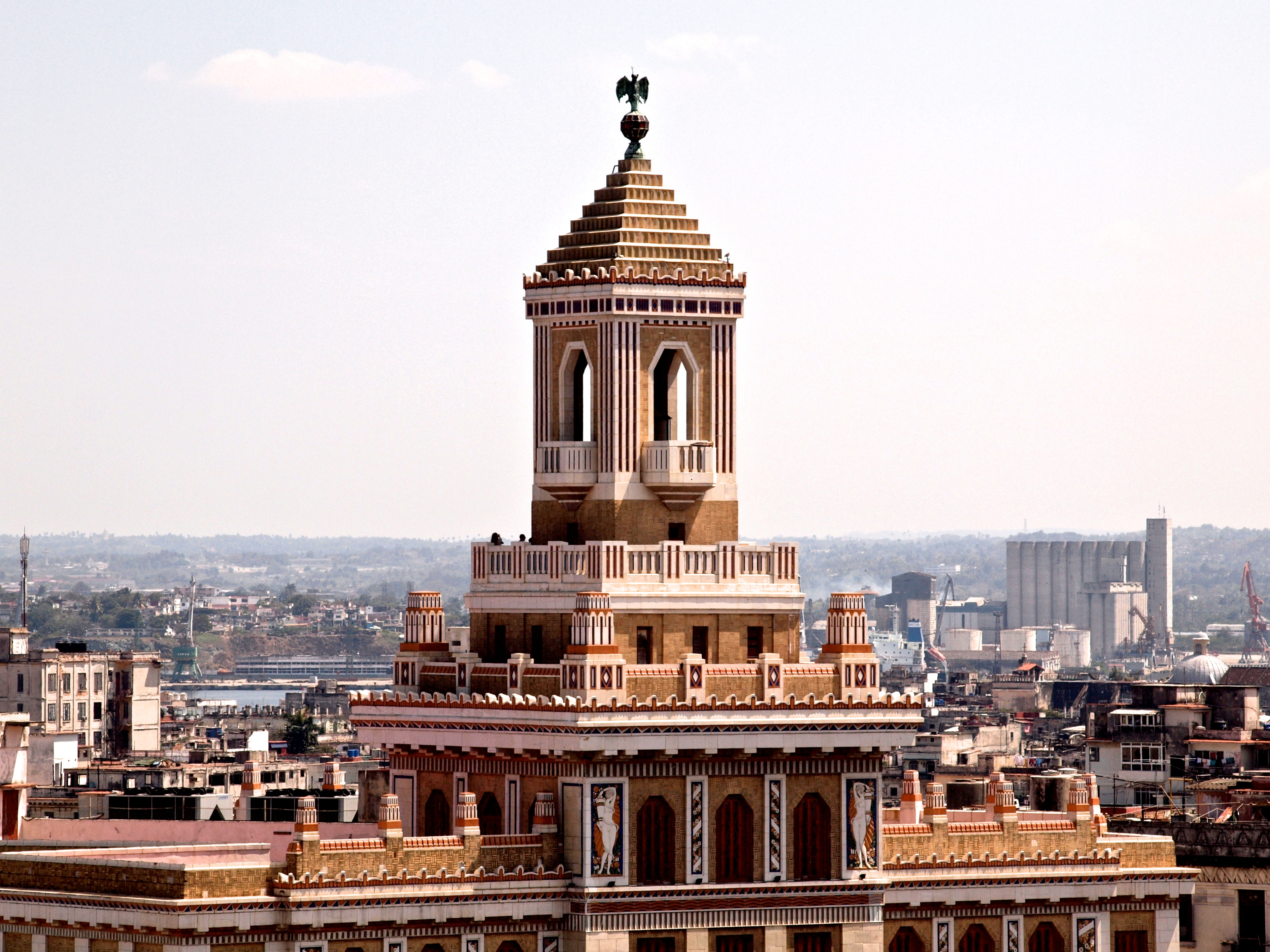
1920年代に建てられたアール・デコ様式のバカルディ・ビル、ハバナ。

バカルディ（Bacardi、Bacardí スペイン語発音: [bakaɾˈði]）は1862年にスペインからキューバのサンティアーゴ・デ・クーバへ移住してきたワイン商、ドン･ファクンド･バカルディ･マッソによって設立された企業及び、同社の販売する世界最大のラム酒のブランドである。

## 来歴
バカルディ社は、キューバ革命後の国有化政策による接収を恐れ、1960年10月にキューバから撤退後、本社をバミューダ諸島のハミルトンに移転。蒸留所をプエルトリコ、バハマ、メキシコ等に置き、品質管理を行っている。
世界で初めて、ラムとしてチャコールフィルタリング（木炭濾過）を行い、そのスムーズなフレーバーによってカクテルのベースとして使用するスピリッツのパイオニアとなった。キューバ生まれの有名なカクテル、「バカルディ」「モヒート」「ダイキリ」「キューバ・リブレ」などの誕生に大きく影響を与えた。
現在では、ボンベイ・サファイア（Bombay Sapphire、ジン）、デュワーズ（Dewar's、スコッチウィスキー）グレイグース（Grey Goose、ウォッカ）、エリストフ（Eristoff、ウォッカ）、カサドレス（Cazadores、テキーラ）、ノイリー・プラット（Noilly Prat、ベルモット）、マルティーニ（Martini、ベルモット）、ベネディクティン（Benedictine、リキュール）等のブランドを所有する。

## ラインナップ
- バカルディ スペリオール(Bacardi Superior) - ホワイトラム
- バカルディ ゴールド(Bacardi Gold) - ゴールドラム
- バカルディ ブラック(Bacardi Black) - ダークラム
- バカルディ エイト(Bacardi 8) - 8年熟成ダークラム
- バカルディ スパイスド(Bacardi Spiced) - スパイスド・ラム
- バカルディ リモン(Bacardi Limon) - フレーバーラム
- バカルディ クラシック カクテルズ モヒート(Bacardi Classic Cocktails Mojito) - RTS(Ready To Serveの略)

## 日本での展開
日本では「バカルディ ジャパン」が傘下ブランド品の販売を展開している。
2011年、サッポロビールと業務提携し、同社の販路を活用した販売活動を開始。2012年には新商品の共同開発に合意している。
このうち、同社が輸入販売していたスコッチウイスキー「カティサーク」が2023年4月よりアサヒビールへ輸入販売権が変更された。